# Mi manda Picone
Mi manda Picone è un film italiano del 1983 diretto da Nanni Loy.

## Trama
Durante una seduta del consiglio comunale di Napoli l'operaio Pasquale Picone si cosparge di benzina e si dà fuoco per protestare contro il suo licenziamento dall'Italsider. Alla scena assiste, tra gli altri, sua moglie Luciella con i figli: la donna non riesce a raggiungere il marito mentre viene portato via in ambulanza, e infruttuosi risultano tutti i tentativi di rintracciarlo presso gli ospedali cittadini. Picone sembra essersi dileguato nel nulla.
Ad aiutarla nella ricerca interviene Salvatore Cannavacciuolo, un disoccupato che vive di espedienti, e che Lucia scopre essere uno dei debitori di suo marito.
Trovata un'agenda di Picone recante nomi e cifre, Salvatore — attratto da Lucia e dalla possibilità di guadagnare recuperando i numerosi crediti di Picone — inizia a seguirne le tracce addentrandosi, senza rendersene conto, in un sottobosco fatto di camorristi, protettori, spacciatori e falsari (dei quali lo stesso Picone risulterà essere una figura di rilievo, a totale insaputa della moglie), che lo portano ad essere coinvolto dapprima in piccole truffe, e poi in attività illegali di portata sempre maggiore.
Alla fine Salvatore, dopo avere appreso che Picone non aveva mai lavorato all'Italsider, scopre anche che il giorno in cui si diede fuoco indossava una tuta rivestita di amianto, materiale ignifugo che lo aveva protetto dalle fiamme, rendendo quindi chiaro che Picone aveva solo inscenato il suo tentativo di suicidio. A Salvatore rimane quindi il dubbio che Picone non sia affatto morto, ma anzi che abbia deliberatamente orchestrato la sua scomparsa.

## Riconoscimenti
- 1984 - David di Donatello
  - Migliore produttore a Gianni Minervini
  - Migliore attrice protagonista a Lina Sastri
  - Migliore attore protagonista a Giancarlo Giannini
  - Candidatura Miglior film
  - Candidatura Miglior regista a Nanni Loy
  - Candidatura Miglior sceneggiatura a Elvio Porta e Nanni Loy
  - Candidatura Migliore attore non protagonista a Aldo Giuffré
  - Candidatura Miglior scenografia a Elena Ricci Poccetto
  - Candidatura Miglior montaggio a Franco Fraticelli
- 1984 - Nastro d'argento
  - Migliore produttore a Gianni Minervini
  - Miglior sceneggiatura a Nanni Loy e Elvio Porta
  - Miglior attrice protagonista a Lina Sastri
  - Miglior attore non protagonista a Leo Gullotta
  - Candidatura Miglior attore protagonista a Giancarlo Giannini